# Euphaedra viridifasciata
Euphaedra viridifasciata är en fjärilsart som beskrevs av Schultze 1920. Euphaedra viridifasciata ingår i släktet Euphaedra och familjen praktfjärilar. Inga underarter finns listade i Catalogue of Life.